# Fabova hoľa
Fabova hoľa (1439 m n.p.m.) — najwyższy szczyt grupy Fabowej Hali, a jednocześnie całych słowackich Rudaw Weporskich. W słowackim podziale fizycznogeograficznym znajduje się na płaskowyżu Muránska planina należącym do Krasu Spisko-Gemerskiego (Spišsko-gemerský kras).
Tworzy rozległy masyw górski, wznoszący się w głównym grzbiecie łańcucha Rudaw Słowackich, w grzbiecie wododziałowym, ograniczającym od południa dolinę Hronu. Ściśle w grzbiecie znajduje się południowy przedwierzchołek góry, zwany Tri kopce. Ok. 500 m na północny zachód od niego wznosi się główny wierzchołek góry. Jeszcze niespełna kilometr dalej w tym samym kierunku znajduje się przełęcz Fabowej Hali (słow. sedlo Fabovej hole, 1357 m), za którą grzbiet masywu wykręca ku zachodowi. W jego dość zrównanej linii wyróżnia się jeszcze dwa wzniesienia — Javorinka (1435 m) i Psica (1397 m).
Nazwa "Fabowa Hala" ma swe korzenie zapewne w XVII lub XVIII w., kiedy masyw stanowił rzeczywiście obszar wypasu owiec. Do pierwszych lat XXI w. wierzchołek góry był całkowicie zarośnięty dorodnymi świerkami, a niewielkie polany znajdowały się jedynie na jego północnych stokach, tuż poniżej przełęczy Fabowej Hali (przy zielonym szlaku turystycznym z Połomki). Stąd też otwiera się interesujący widok na północ, na łańcuch Niżnych Tatr i wyłaniające się zza nich szczyty Tatr Wysokich. Obecnie (2013 r.) znaczną część południowych stoków góry obejmują wielkie wyręby.
Cały masyw Fabowej Hali leży w granicach Parku Narodowego Muránska planina. Tereny podszczytowe Fabowej Hali obejmuje rezerwat przyrody Fabova hoľa. W masywie Kučelacha znajduje się Čertova jaskyňa – pomnik przyrody.

## Szlaki turystyczne
Szczyt Fabowej Hali, a w zasadzie jego południowy przedwierzchołek Tri kopce, jest ważnym węzłem szlaków turystycznych. Przebiega przezeń czerwono znakowany dalekobieżny szlak turystyczny zw. Rudną Magistralą i wyprowadza nań szereg innych szlaków:
  z przystanku kolejowego pod przełęczą Zbojská 2 godz. 25 min.;
  z przystanku kolejowego pod przełęczą Zbojská 2 godz. 30 min.;
  z Pohrońskiej Półgóry 2 godz. 45 min.;
  z Połomki 3 godz. 25 min.;
  z przełęczy Burda 1 godz. 20 min.;
  z przełęczy Burda 1 godz. 20 min.;
  z przełęczy Burda 1 godz. 20 min.;
  z przełęczy Burda przez Kučalach 2 godz.